# Nikołaj Łobaczewski
Mikołaj Iwanowicz Łobaczewski (ros. Николай Иванович Лобачевский; ur. 20 listopada?/1 grudnia 1792 w Niżnym Nowogrodzie, zm. 12 lutego?/24 lutego 1856 w Kazaniu) – rosyjski matematyk, profesor Uniwersytetu w Kazaniu i jego rektor. Znany jest głównie za wkład do geometrii – jest współtwórcą geometrii nieeuklidesowej, a konkretnie hiperbolicznej, zwanej też geometrią Łobaczewskiego. Zapoczątkował ją niezależnie od Jánosa Bolyaia.

## Życiorys

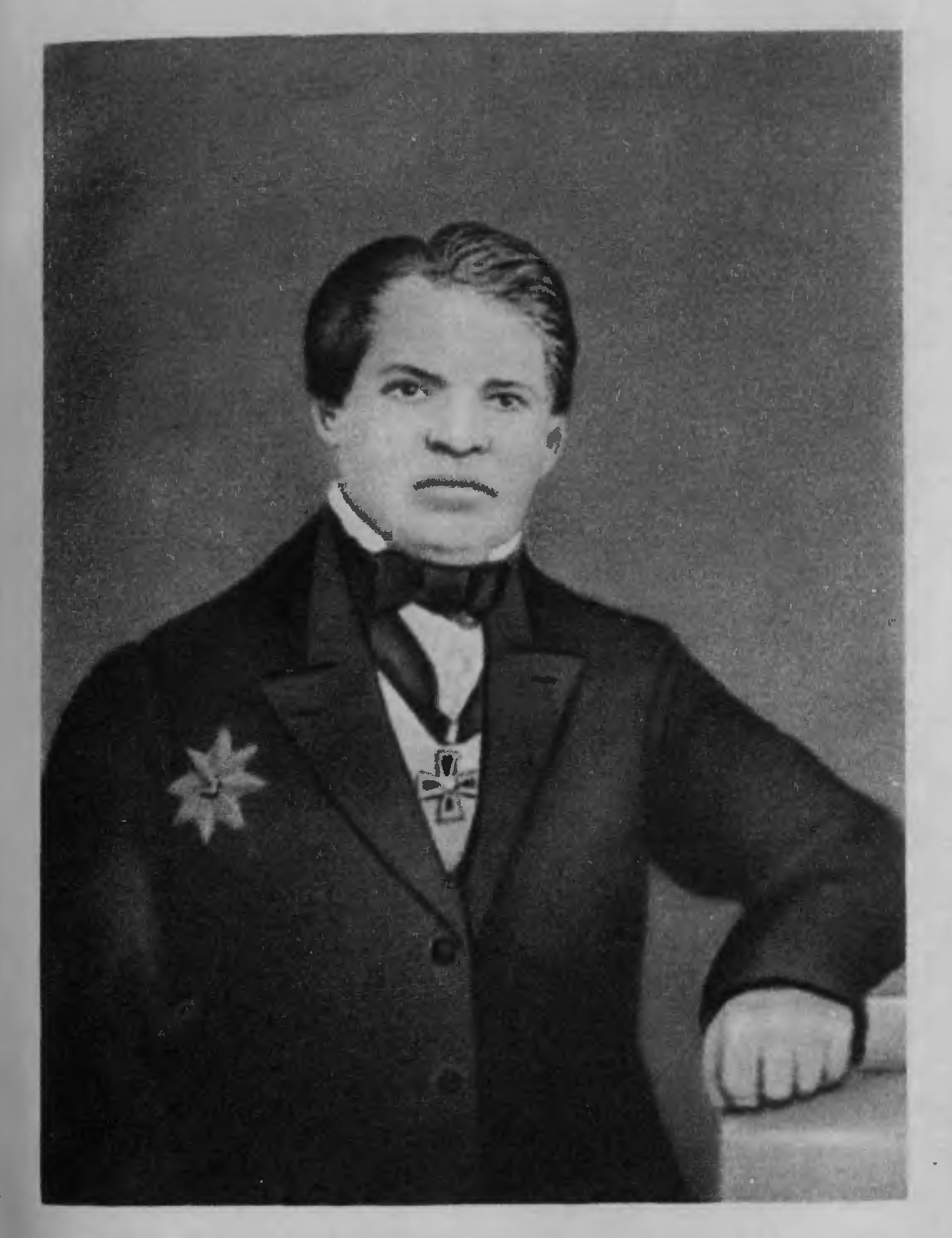
Łobaczewski w 1855. Dagerotyp

Nikołaj Iwanowicz Łobaczewski urodził się w Niżnym Nowogrodzie, w Rosji, w 1792 roku. Jego rodzicami byli Iwan Maksymowicz Łobaczewski oraz Praskowia Aleksandrowna Łobaczewska. Gdy w 1800 roku zmarł jego ojciec, rodzina przeniosła się do Kazania. Tam uczęszczał do gimnazjum, a następnie od 1807 na uniwersytet w Kazaniu, założony ledwie trzy lata wcześniej. Tam w roku 1811 uzyskał magisterium z fizyki. Trzy lata później zaczął tam wykładać, w roku 1822 otrzymał profesurę, w 1827 roku zaś został wybrany rektorem. Wykładał matematykę, fizykę oraz astronomię. W 1832 ożenił się z Warwarą Aleksiejewną Moisiejewą. Razem mieli ponoć osiemnaścioro dzieci, z czego siedmioro dożyło dorosłości. Ze względu na pogarszający się stan zdrowia, w 1846 został zmuszony do opuszczenia uniwersytetu. Zmarł w biedzie w 1856 roku.

## Nagrody
Rosyjskiego uczonego upamiętniono nazwami co najmniej dwóch nagród:
- od 1897 przyznawana jest Nagroda Łobaczewskiego,
- od 1992 roku Kazański Uniwersytet Państwowy przyznaje Medal Łobaczewskiego.